# Stefan Härtel
Pour les articles homonymes, voir Härtel.
Stefan Härtel est un boxeur allemand né le 6 février 1988 à Lauchhammer.

## Carrière
Qualifié pour les Jeux olympiques de Londres en 2012, il atteint le stade des quarts de finale mais s'incline 10 points à 15 contre le britannique Anthony Ogogo.